# Pont (organologia)

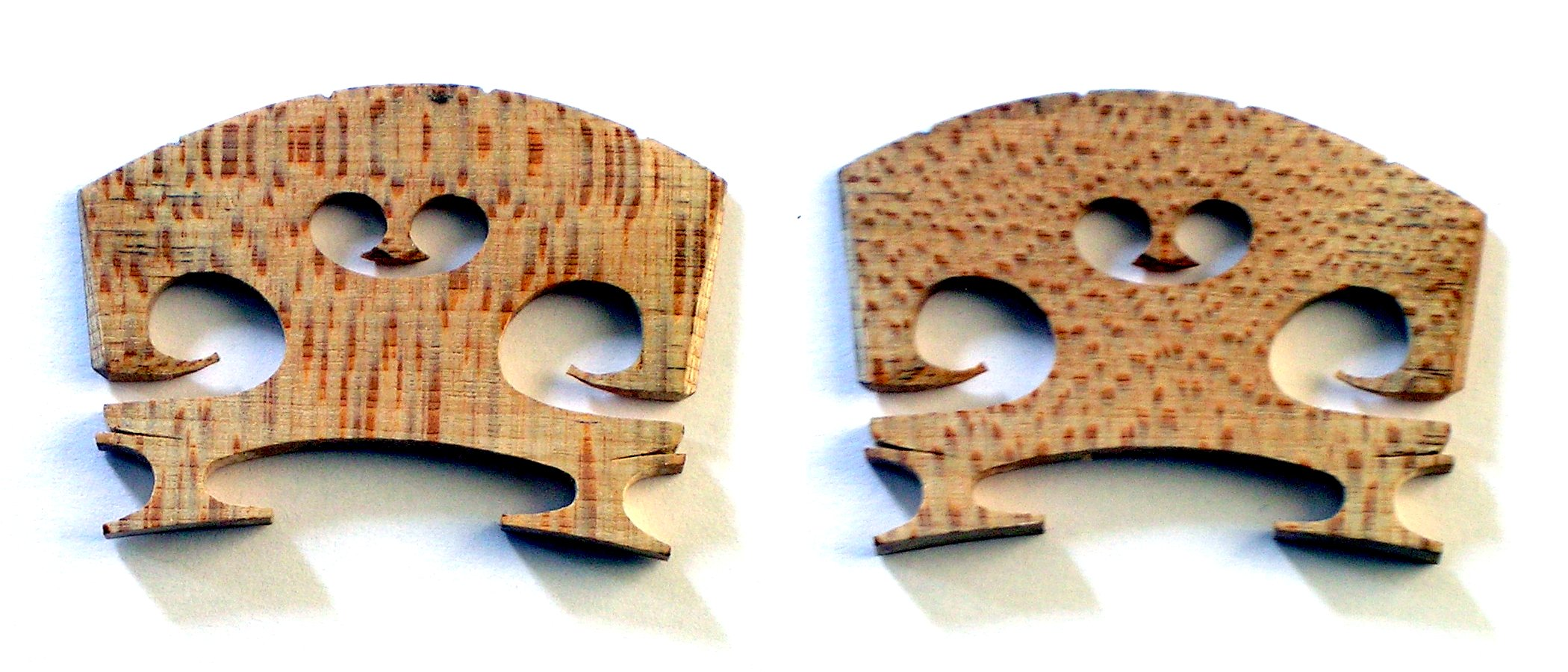
Vista des de davant i des de darrere d'un pont de violí.

El pont és una peça de fusta que, en els instruments de corda fregada se situa sobre la tapa harmònica entre el final del batedor i el cordal, i per sobre del qual passen les cordes. Representa el punt màxim de separació de les cordes en respecte a la caixa de ressonància. En el perfil de la seva part superior, que és corbat per tal que amb l'arc es pugui fregat separadament cada una de les cordes, s'hi han practicat unes osques o ranures per les quals passen les cordes.